# Muckenhaupt Erzsébet
Muckenhaupt Erzsébet (Szombatság, 1952. október 28. –) romániai magyar muzeológus, könyvtörténész.

## Élete
Șteiben érettségizett, 1976-ban a jászvásári tudományegyetemen történelem szakos oklevelet szerzett. Tanulmányai befejezése óta a Csíki Székely Múzeum muzeológusa, ahol régi erdélyi nyomtatványokkal, elsősorban a csíksomlyói ferences nyomda és könyvtár múltjával foglalkozik. Egyik feltárója és megmentője a csíksomlyói ferences könyvtár háborús időkben elrejtett könyveinek. 2002-ben Szinnyei József-díjjal tüntették ki.

## Művei
Írásait a Művelődés, A Hét és román szakfolyóiratok közölték.
- XVI. századi német reneszánsz típusú szignált könyvkötések a csíksomlyói műemlékkönyvtár gyűjteményében (Dávid Gyulával); Erdélyi Múzeum-Egyesület, Kolozsvár, 1993 (Erdélyi Tudományos Füzetek 215.)
- A csíksomlyói Ferences Könyvtár kincsei. Könyvleletek, 1980-1985; Balassi–Polis, Bp.–Kolozsvár, 1999  ISBN 963 506 257 5
- Bibliák a Székelyföldön (XIV-XVII. század). Kiállítás a Csíki Székely Múzeumban 2000. november 28–2001. október 1.; Tipographic, Csíkszereda, 2000
- A csíksomlyói ferences nyomda és könyvkötő műhely, 1676-2001. Emlékkiállítás a Csíki Székely Múzeumban 2001. december 15–2003. november 30.; Csíki Székely Múzeum, Csíkszereda, 2001
- A csíksomlyói ferences nyomda és könyvkötő műhely. A csíksomlyói ferences nyomdászok és könyvkötők emlékére. Kiállítási katalógus; szerk. Muckenhaupt Erzsébet; Csíki Székely Múzeum, Csíkszereda, 2007
- A Csíki Székely Múzeum "Régi Magyar Könyvtár"-a. A katalógus; Csíki Székely Múzeum, Csíkszereda, 2009